# Wiadukt Kochertal
Wiadukt Kochertal (niem.: Kochertalbrücke) – jeden z najwyższych mostów w Niemczech, o wys. 185 m i długości 1128 m. Zbudowany w 1979 roku, nad rzeką Kocher. Posiada 8 filarów, a 178-metrowy filar mostu jest najwyższym na świecie spośród mostów belkowych. 
Most należy do odcinka autostrady A6 między węzłami Kupferzell i Aurach.